# تهاجم به پالمیرا (۲۰۱۷)
تهاجم به پالمیرا ۲۰۱۷ عملیات ارتش سوریه برای بیرون راندن داعش از شرق استان حمص و کنترل دوباره پالمیرا و حومه آن بود این عملیات در ژانویه ۲۰۱۷ آغاز شد. ارتش سوریه در جریان عملیات قبلی شهر باستانی پالمیرا را تحت کنترل خود درآورد اما نیروهای داعش در دسامبر ۲۰۱۶ کنترل دوباره پالمیرا را به دست گرفتند در ۳ مارس ۲۰۱۷ ارتش سوریه با کمک روسیه پالمیرا را از کنترل داعش خارج کرد.